# Камаражібі
Камаражібі (порт. Camaragibe) — місто і муніципалітет в бразильському штаті Пернамбуку, частина Агломерації Ресіфі. Муніципалітет було утворено з частини муніципалітету Сан-Лоуренсу-да-Мата у 1982 році. Зараз це дуже щільно заселений міський район із швидко зростаючим населенням.